# Rafidine Abdullah
Rafidine Abdullah, né le 15 janvier 1994 à Marseille en France, est un footballeur international comorien qui évolue au poste de milieu défensif au Velež Mostar. Il possède également la nationalité française.

## Biographie

### Olympique de Marseille
Formé à l'Olympique de Marseille, Rafidine Abdullah est intégré à l'effectif de la réserve du club lors de la saison 2011-2012. Il participe à seize matchs du CFA 2 (5e division) et l'équipe marseillaise décroche son maintien en fin de saison. Henri Stambouli, le directeur du centre de formation de l'Olympique de Marseille, déclare alors au sujet d'Abdullah : « Il est capable de faire des dernières passes, de marquer aussi. Il a du gabarit, il sait s'imposer physiquement. Sur le plan athlétique, il est déjà au point. Il est sélectionné en équipe de France où il a convaincu (U18). C'est intéressant. ».
Abdullah est repéré par le nouvel entraîneur du club phocéen Élie Baup pendant les stages de pré-saison en juillet 2012. Il fait ses débuts en équipe première lors du tour préliminaire de qualification à la Ligue Europa le 9 août 2012 contre le club turc d'Eskişehirspor lorsqu'il remplace André-Pierre Gignac à la 79e minute de jeu avant de jouer son premier match de Ligue 1 trois jours plus tard en remplaçant à nouveau Gignac lors de la première journée contre le Stade de Reims, victoire un but à zéro. Il est titulaire pour la première fois le 23 août suivant en Moldavie contre le Sheriff Tiraspol. Il faut attendre le 16 septembre pour qu'il soit titularisé pour la première fois en Ligue 1 lors de la 5e journée face à l'AS Nancy-Lorraine.
À la suite des premiers matchs de Rafidine Abdullah avec l'équipe professionnelle de l'OM, son coéquipier Benoît Cheyrou déclare à son sujet : « Abdullah voit avant les autres. Il est très sobre. Il joue simple, et il est efficace dans la récupération. », et dans le courant du mois d'octobre 2012, Henri Stambouli s'exprime à nouveau sur Rafidine Abdullah, en ces termes : « Aujourd'hui notre plus grosse fierté, c'est de voir un gamin comme Rafidine Abdullah qui rentre dans le Clasico, qui joue en coupe d'Europe. Ce sont des émotions très fortes, mais c'est le fruit d'un travail en amont. Il est un peu le fer de lance de ces gamins ».
Il joue régulièrement tout au long de la saison et prend part à vingt-trois rencontres toutes compétitions confondues dont quinze en Ligue 1 et six en Ligue Europa.

### FC Lorient
Il est transféré le 2 septembre 2013 au FC Lorient où il s'engage pour quatre ans. Il arrive au club breton en compagnie de son coéquipier Larry Azouni tandis que le Lorientais Mario Lemina effectue le trajet inverse. Le 15 septembre suivant, il joue pour la première fois avec le maillot tango en entrant en jeu à la mi-temps contre l'AS Monaco en remplaçant Lamine Koné. Pour sa première saison dans le club breton, il jeu peu et prend part à seulement onze matchs toutes compétitions confondues dont deux en tant que titulaire.
Il prend de l'ampleur dans l'effectif lorientais la saison suivante, titulaire dès les premières journées de championnat. Il offre la première passe décisive de sa carrière lors de la première journée de Ligue 1 pour Valentin Lavigne, qui marque le but de la victoire lors du déplacement à l'AS Monaco. Le 7 novembre, lors de la 13e journée de championnat il se blesse à la cuisse gauche. Il revient à la compétition deux mois plus tard et retrouve sa place de titulaire. Au total et malgré sa blessure, il prend part à vingt-cinq rencontres toutes compétitions confondues, sa saison la plus aboutie.
Lors de la saison 2015-2016, il est de nouveau très peu utilisé et prend part à seulement quinze rencontres dont neuf comme titulaire. Le 27 septembre 2015, il marque cependant le premier but de sa carrière d'une frappe au 30 mètres face au Montpellier HSC à l'occasion d'une victoire deux buts à un. Il décide de quitter le club à une saison de la fin de son contrat.

### Cádiz CF
Le 3 août 2016, il quitte la France et s'engage pour trois saisons en faveur du Cádiz CF qui vient d'être promu en seconde division espagnole. Il entre en jeu lors de la troisième journée de championnat contre le CD Mirandés et trouve rapidement une place de titulaire dans le club espagnol. Il marque son premier but sous ses nouvelles couleurs lors de la 17e journée lors d'une victoire trois buts à zéro contre le Real Saragosse. Il marque de nouveau lors du match retour lors de la victoire contre le CD Mirandés puis égalise à trois partout contre le Sevilla Atlético Club. Lors de la saison 2016-2017, Cádiz réalise une superbe saison, le promu est engagé dans les play-off d’accès à Liga Santander après avoir terminé à la cinquième place du championnat. Malheureusement, Rafidine et ses coéquipiers s'inclinent en demi-finale contre le CD Tenerife malgré une victoire lors du match aller. Dès la première saison, il s'installe dans l'effectif et prend part à trente-sept rencontres toutes compétitions confondues pour deux buts.
Titulaire indiscutable de Cadiz, son club est encore prétendant à la montée en première division pour la saison suivante mais termine finalement à la neuvième place à un seul point de la qualification pour les play-offs. Il est un des joueurs très utilisé en prenant part à trente-cinq rencontres, manquant quelques rencontres à cause d'une blessure à la fibre musculaire.

### Waasland-Beveren puis Stade Lausanne
En juillet 2018, il s'engage en faveur du club belge du Waasland-Beveren qui évolue en Jupiler Pro League pour deux saisons plus une en option. Il entre en jeu dès la seconde journée contre le Standard de Liège puis est titularisé à plusieurs reprises. Mais il ne réussit cependant pas à trouver une place de titulaire définitive et est très peu utilisé en fin de saison. Il ne joue que dix rencontres malgré les difficultés du club et est libéré dès la fin du mois de janvier. Le club termine à la quinzième et avant dernière place.
En janvier 2020, après un an sans club, il est annoncé dans deux clubs la même journée, le FC Stade Lausanne Ouchy qui vient d'être promu en deuxième division suisse pour la première fois de son histoire annonce l'arrivée du joueur moins d'une heure avant que le Hércules CF, pensionnaire de seconde division espagnole annonce également son arrivée. C'est finalement dans le club suisse que signe Rafidine Abdullah où il signe pour un an et demi. Il est titulaire contre le FC Winterthour puis entre en jeu contre le FC Vaduz. Il marque son premier but d'un tir lointain lors d'un match nul en championnat contre le FC Schaffhouse.

### Sélection nationale
Rafidine Abdullah est sélectionné en équipe de France jeunes. Il compte quatre sélections en équipe de France des moins de 18 ans, trois sélections en moins de 19 ans et sept sélections en équipe de France des moins de 20 ans.
En septembre 2012, le sélectionneur de l'équipe de France des moins de 19 ans Francis Smerecki déclare au sujet d'Abdullah : « C'est vraiment un joueur qui possède un profil intéressant. [...] C'est un garçon irréprochable sur le plan de la mentalité, toujours à l'écoute, très travailleur ».
En novembre 2016, il choisit de répondre favorablement a l'appel de la sélection du Comores et prend part à ses deux premiers matchs internationaux contre le Togo et le Gabon en tant que titulaire. Il participe ensuite aux éliminatoires pour la CAN 2019 auquel sa sélection ne se qualifie pas. Le 23 mars 2019, il est convoqué par le sélectionneur et affronte le Cameroun comme titulaire alors qu'il est sans club à ce moment-là.

## Statistiques

### Statistiques détaillées
| Saison                | Club                   | Championnat           | Championnat | Championnat | Championnat | Coupe nationale | Coupe nationale | Coupe nationale | Coupe de la Ligue | Coupe de la Ligue | Coupe de la Ligue | Compétition(s) continentale(s) | Compétition(s) continentale(s) | Compétition(s) continentale(s) | Compétition(s) continentale(s) | Autres compétitions | Autres compétitions | Autres compétitions | Autres compétitions | Total | Total | Total |
| Saison                | Club                   | Division              | M.          | B.          | P.d.        | M.              | B.              | P.d.            | M.                | B.                | P.d.              | Comp.                          | M.                             | B.                             | P.d.                           | Comp.               | M.                  | B.                  | P.d.                | M.    | B.    | P.d.  |
| 2012-2013             | Olympique de Marseille | Ligue 1               | 15          | 0           | 0           | 1               | 0               | 0               | 1                 | 0                 | 0                 | C3                             | 6                              | 0                              | 0                              | -                   | -                   | -                   | -                   | 23    | 0     | 0     |
| 2013-2014             | FC Lorient             | Ligue 1               | 10          | 0           | 0           | -               | -               | -               | 1                 | 0                 | 0                 | -                              | -                              | -                              | -                              | -                   | -                   | -                   | -                   | 11    | 0     | 0     |
| 2014-2015             | FC Lorient             | Ligue 1               | 23          | 0           | 1           | 1               | 0               | 0               | 1                 | 0                 | 0                 | -                              | -                              | -                              | -                              | -                   | -                   | -                   | -                   | 25    | 0     | 1     |
| 2015-2016             | FC Lorient             | Ligue 1               | 12          | 1           | 0           | 2               | 0               | 0               | 1                 | 0                 | 0                 | -                              | -                              | -                              | -                              | -                   | -                   | -                   | -                   | 15    | 1     | 0     |
| Sous-total            | Sous-total             | Sous-total            | 45          | 1           | 1           | 3               | 0               | 0               | 3                 | 0                 | 0                 | -                              | -                              | -                              | -                              | -                   | -                   | -                   | -                   | 51    | 1     | 1     |
| 2016-2017             | Cádiz CF               | LaLiga 2              | 33          | 3           | 1           | 2               | 0               | 0               | -                 | -                 | -                 | -                              | -                              | -                              | -                              | BR                  | 2                   | 0                   | 0                   | 37    | 3     | 1     |
| 2017-2018             | Cádiz CF               | LaLiga 2              | 31          | 0           | 1           | 4               | 0               | 2               | -                 | -                 | -                 | -                              | -                              | -                              | -                              | -                   | -                   | -                   | -                   | 35    | 0     | 3     |
| Sous-total            | Sous-total             | Sous-total            | 64          | 3           | 2           | 6               | 0               | 2               | -                 | -                 | -                 | -                              | -                              | -                              | -                              | -                   | 2                   | 0                   | 0                   | 72    | 3     | 4     |
| 2018-2019             | SK Beveren             | Division 1A           | 10          | 0           | 0           | -               | -               | -               | -                 | -                 | -                 | -                              | -                              | -                              | -                              | -                   | -                   | -                   | -                   | 10    | 0     | 0     |
| 2019-2020             | Stade Lausanne Ouchy   | Challenge League      | 8           | 1           | 0           | -               | -               | -               | -                 | -                 | -                 | -                              | -                              | -                              | -                              | -                   | -                   | -                   | -                   | 8     | 1     | 0     |
| 2020-2021             | Stade Lausanne Ouchy   | Challenge League      | 28          | 2           | 0           | -               | -               | -               | -                 | -                 | -                 | -                              | -                              | -                              | -                              | -                   | -                   | -                   | -                   | 28    | 2     | 0     |
| 2021-2022             | Stade Lausanne Ouchy   | Challenge League      | 23          | 2           | 1           | 1               | 0               | 0               | -                 | -                 | -                 | -                              | -                              | -                              | -                              | -                   | -                   | -                   | -                   | 24    | 2     | 1     |
| Sous-total            | Sous-total             | Sous-total            | 59          | 5           | 1           | 1               | 0               | 0               | -                 | -                 | -                 | -                              | -                              | -                              | -                              | -                   | -                   | -                   | -                   | 60    | 5     | 1     |
| 2023-2024             | Servette FC            | Super League          | -           | -           | -           | -               | -               | -               | -                 | -                 | -                 | C1+C3+C4                       | -                              | -                              | -                              | -                   | -                   | -                   | -                   | 0     | 0     | 0     |
| 2024-2025             | FC Wohlen              | 1re Ligue Classic     | 10          | 0           | 0           | 1               | 0               | 0               | -                 | -                 | -                 | -                              | -                              | -                              | -                              | -                   | -                   | -                   | -                   | 11    | 0     | 0     |
| 2025-2026             | Velež Mostar           | Premijer Liga         | -           | -           | -           | -               | -               | -               | -                 | -                 | -                 | -                              | -                              | -                              | -                              | -                   | -                   | -                   | -                   | 0     | 0     | 0     |
| Total sur la carrière | Total sur la carrière  | Total sur la carrière | 203         | 9           | 4           | 12              | 0               | 2               | 4                 | 0                 | 0                 | -                              | 6                              | 0                              | 0                              | -                   | 2                   | 0                   | 0                   | 227   | 9     | 6     |

### En sélection nationale
| Saison                | Sélection             | Phases finales        | Phases finales | Phases finales | Phases finales | Éliminatoires | Éliminatoires | Éliminatoires | Matchs amicaux | Matchs amicaux | Matchs amicaux | Total | Total | Total |
| Saison                | Sélection             | Compétition           | M              | B              | Pd             | M             | B             | Pd            | M              | B              | Pd             | M     | B     | Pd    |
| --------------------- | --------------------- | --------------------- | -------------- | -------------- | -------------- | ------------- | ------------- | ------------- | -------------- | -------------- | -------------- | ----- | ----- | ----- |
| 2016-2017             | Comores               | -                     | -              | -              | -              | 1             | 0             | 0             | 2              | 0              | 0              | 3     | 0     | 0     |
| 2017-2018             | Comores               | -                     | -              | -              | -              | -             | -             | -             | 1              | 0              | 0              | 1     | 0     | 0     |
| 2018-2019             | Comores               | -                     | -              | -              | -              | 4             | 0             | 0             | -              | -              | -              | 4     | 0     | 0     |
| 2020-2021             | Comores               | -                     | -              | -              | -              | 4             | 0             | 0             | -              | -              | -              | 4     | 0     | 0     |
| 2021-2022             | Comores               | CAN 2021              | 4              | 0              | 0              | 2             | 0             | 0             | 1              | 0              | 0              | 7     | 0     | 0     |
| 2023-2024             | Comores               | -                     | -              | -              | -              | 1             | 0             | 0             | -              | -              | -              | 1     | 0     | 0     |
| Total sur la carrière | Total sur la carrière | Total sur la carrière | 4              | 0              | 0              | 12            | 0             | 0             | 4              | 0              | 0              | 20    | 0     | 0     |

### Liste des matchs internationaux
| Matchs internationaux de Rafidine Abdullah | Matchs internationaux de Rafidine Abdullah | Matchs internationaux de Rafidine Abdullah                    | Matchs internationaux de Rafidine Abdullah | Matchs internationaux de Rafidine Abdullah | Matchs internationaux de Rafidine Abdullah | Matchs internationaux de Rafidine Abdullah                                |
|                                            | Date                                       | Lieu                                                          | Adversaire                                 | Résultats                                  | Compétitions                               | Notes                                                                     |
| ------------------------------------------ | ------------------------------------------ | ------------------------------------------------------------- | ------------------------------------------ | ------------------------------------------ | ------------------------------------------ | ------------------------------------------------------------------------- |
| 1.                                         | 11 novembre 2016                           | Stade olympique d'El Menzah, Tunis, Tunisie                   | Togo                                       | 2 - 2                                      | Match amical                               | Titulaire.                                                                |
| 2.                                         | 15 novembre 2016                           | Stade olympique d'El Menzah, Tunis, Tunisie                   | Gabon                                      | 1 - 1                                      | Match amical                               | Titulaire.                                                                |
| 3.                                         | 24 mars 2017                               | Stade international Saïd Mohamed Cheikh, Mitsamiouli, Comores | Maurice                                    | 2 - 0                                      | Éliminatoires de la CAN 2019               | Titulaire et remplacé par Faouz Faidine Attoumane à la 90e minute de jeu. |
| 4.                                         | 24 mars 2018                               | Grand stade de Marrakech, Marrakech, Maroc                    | Kenya                                      | 2 - 2                                      | Match amical                               | Titulaire et remplacé par Ancoub Mze Ali à la 46e minute de jeu.          |
| 5.                                         | 8 septembre 2018                           | Stade international Saïd Mohamed Cheikh, Mitsamiouli, Comores | Cameroun                                   | 1 - 1                                      | Éliminatoires de la CAN 2019               | Titulaire.                                                                |
| 6.                                         | 13 octobre 2018                            | Stade Mohammed-V, Casablanca, Maroc                           | Maroc                                      | 1 - 0                                      | Éliminatoires de la CAN 2019               | Titulaire.                                                                |
| 7.                                         | 16 octobre 2018                            | Stade international Saïd Mohamed Cheikh, Mitsamiouli, Comores | Maroc                                      | 2 - 2                                      | Éliminatoires de la CAN 2019               | Titulaire et remplacé par Aadil Assana à la 46e minute de jeu.            |
| 8.                                         | 23 mars 2019                               | Stade Ahmadou-Ahidjo, Yaoundé, Cameroun                       | Cameroun                                   | 3 - 0                                      | Éliminatoires de la CAN 2019               | Titulaire et remplacé par Nadjim Abdou à la 59e minute de jeu.            |
| 9.                                         | 11 novembre 2020                           | Moi International Sports Centre, Nairobi, Kenya               | Kenya                                      | 1 - 1                                      | Éliminatoires de la CAN 2021               | Titulaire et remplacé par Faïz Mattoir à la 87e minute de jeu.            |
| 10.                                        | 15 novembre 2020                           | Stade omnisports de Malouzini, Iconi, Comores                 | Kenya                                      | 2 - 1                                      | Éliminatoires de la CAN 2021               | Titulaire et remplacé par Nakibou Aboubakari à la 54e minute de jeu.      |
| 11.                                        | 25 mars 2021                               | Stade omnisports de Malouzini, Iconi, Comores                 | Togo                                       | 0 - 0                                      | Éliminatoires de la CAN 2021               | Titulaire.                                                                |
| 12.                                        | 29 mars 2021                               | Stade international du Caire, Le Caire, Égypte                | Égypte                                     | 4 - 0                                      | Éliminatoires de la CAN 2021               | Titulaire et remplacé par Ahmed Mogni à la 84e minute de jeu.             |
| 13.                                        | 31 décembre 2021                           | Stade du Prince Abdullah Al-Faisal, Djeddah, Arabie saoudite  | Malawi                                     | 1 - 2                                      | Match amical                               | Titulaire.                                                                |
| 14.                                        | 10 janvier 2022                            | Stade Ahmadou-Ahidjo, Yaoundé, Cameroun                       | Gabon                                      | 0 - 1                                      | CAN 2021                                   | Titulaire et remplacé par Ahmed Mogni à la 77e minute de jeu.             |
| 15.                                        | 14 janvier 2022                            | Stade Ahmadou-Ahidjo, Yaoundé, Cameroun                       | Maroc                                      | 2 - 0                                      | CAN 2021                                   | Titulaire et remplacé par Yacine Bourhane à la 59e minute de jeu.         |
| 16.                                        | 18 janvier 2022                            | Stade Roumdé Adjia, Garoua, Cameroun                          | Ghana                                      | 2 - 3                                      | CAN 2021                                   | Rentre en jeu à la 90e minute à la place de Bendjaloud Youssouf.          |
| 17.                                        | 24 janvier 2022                            | Stade de football d'Olembe, Yaoundé, Cameroun                 | Cameroun                                   | 2 - 1                                      | CAN 2021                                   | Titulaire.                                                                |
| 18.                                        | 3 juin 2022                                | Stade omnisports de Malouzini, Iconi, Comores                 | Lesotho                                    | 2 - 0                                      | Éliminatoires de la CAN 2023               | Titulaire et remplacé par Ahmed Mogni à la 70e minute de jeu.             |
| 19.                                        | 7 juin 2022                                | Stade national des héros, Lusaka, Zambie                      | Zambie                                     | 2 - 1                                      | Éliminatoires de la CAN 2023               | Titulaire et remplacé par Ahmed Mogni à la 90e minute de jeu.             |
| 20.                                        | 7 juin 2024                                | FNB Stadium, Johannesbourg, Afrique du Sud                    | Madagascar                                 | 2 - 1                                      | Éliminatoires de la Coupe du monde 2026    | Titulaire et remplacé par Yacine Bourhane à la 46e minute de jeu.         |

## Palmarès
Lors de la saison 2012-2013, Rafidine Abdullah est vice-champion de France avec Olympique de Marseille.